# Sphyrna mokarran
Cá nhám búa không rãnh hay cá nhám búa lớn, cá mập đầu búa lớn (tên khoa học: Sphyrna mokarran), là loài lớn nhất của họ Sphyrnidae. Nó có thể bị nhầm lẫn với Sphyrna lewini về hình dáng.
Loài này được phân biệt với Sphyrna lewini và Sphyrna zygaena bởi vây lưng thứ nhất hình lưỡi liềm cao và cái "búa" rất thẳng. Con trưởng thành thường có chiều dài trung bình là khoảng 4.5-6.1m. Tuổi thọ trung bình là khoảng 40-50 tuổi.
Loài này phân bố ở các vùng châu Mỹ, châu Á, châu Phi và lục địa Australia.

## Hình ảnh bộ hàm

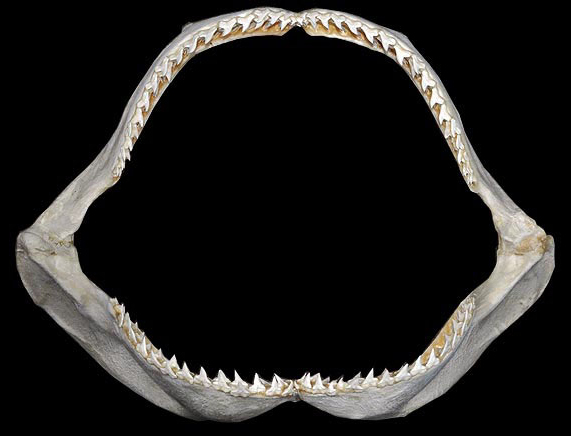
Hàm
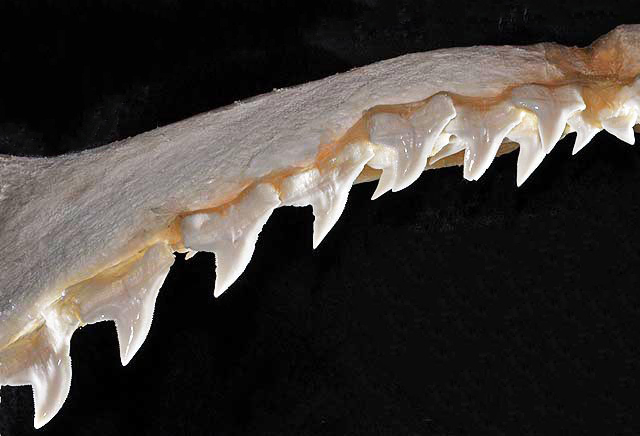
Răng hàm trên
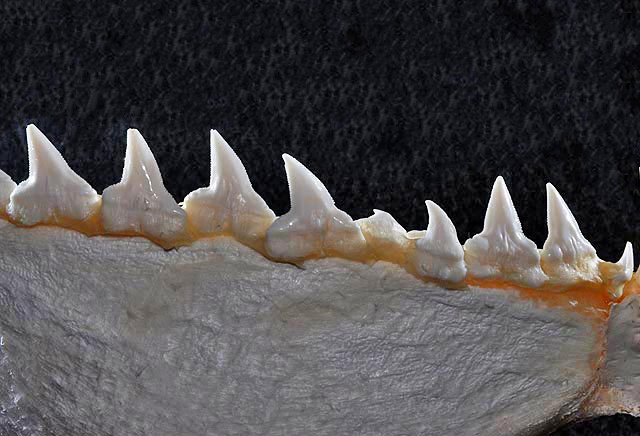
Răng hàm dưới